# Campoplex porrectus
Campoplex porrectus är en stekelart som först beskrevs av Cresson 1864.  Campoplex porrectus ingår i släktet Campoplex och familjen brokparasitsteklar. Inga underarter finns listade.